# برقة (غزة)
برقة قرية فلسطينية، تبعد 37 كم شمال مدينة غزة. أحتلت ودمرت عام 1948م خلال عملية باراك - أيار 1948 م - والتي استهدفت في البداية أكبر قرى المنطقة وهي قرية بيت دراس. بلغ عدد سكان برقه في عام 1945 م  890 نسمة.

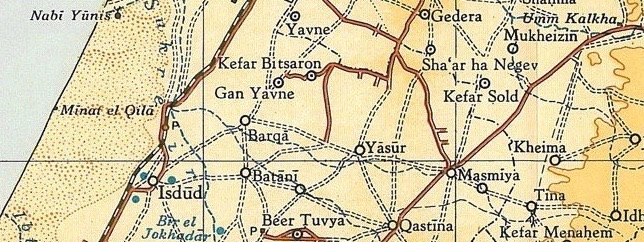
خريطة توضح موقع قرية برقة في شمال قطاع غزة عام 1945.

كانت القرية تنهض على أرض مستوية في منطقة السهل الساحلي، وتبعد نحو 7 كيلومترات عن البحر. وكانت طريق فرعية تربطها بالطريق العام الساحلي بحيث كانت تتصل بغزة وبالمراكز المدنية إلى الشمال. ومن الممكن أن تكون بنيت في مواقع بلدة بركا اليونانية التي سماها الرومان بريكه وكان شكل القرية غير منتظم ومنازلها المبنية بالطوب في الغالب قريبة بعضها من بعض ولا تفصل بينها إلا أزقة ضيقة. وكان سكانها من المسلمين وكان ثمة أضرحة عدة تحيط بمسجدها كانوا يشيرون إليها بأنها أضرحة الشيخ محمد والشيخ زروق والنبي برق. وكان يوجد بعض المتاجر الصغيرة وسطها. وكان أبناؤها يتعلمون في مدرسة قرية البطاني الغربي المجاورة.

## موقع القرية
كانت القرية قائمة على رقعة منبسطة من الأرض على بعد 38 كلم شمال شرق مدينة غزة.
كانت القرية تنهض على أرض مستوية في منطقة السهل الساحلي، وتبعد نحو 7 كيلومترات عن البحر. وكانت طريق فرعية تربطها بالطريق العام الساحلي بحيث كانت تتصل بغزة وبالمراكز المدنية إلى الشمال.
كان شكل القرية غير منتظم ومنازلها المبنية بالطوب في الغالب قريبة بعضها من بعض ولا تفصل بينها إلا أزقة ضيقة. وكان سكانها من المسلمين وكان ثمة أضرحة عدة تحيط بمسجدها كانوا يشيرون إليها بأنها أضرحة الشيخ محمد والشيخ زروق والنبي برق. وكان يوجد بعض المتاجر الصغيرة وسطها. وكان أبناؤها يتعلمون في مدرسة قرية البطاني الغربي المجاورة (أنظر البطاني الغربي). وكانت الزراعة عماد اقتصادها الذي كان يجمع بين المحاصيل الأساسية كالحبوب والخضروات وبين الفاكهة وخصوصا الحمضيات. في 1945، كان ما مجموعه 667 دونما مخصصا للحمضيات والموز و3898 دونما للحبوب و47 دونما مرويا أو مستخدما للبساتين. وقد حفر سكان القرية عدة آبار للري على الرغم من أن الزراعة بقيت بعلية في الغالب الأعم. وكانت برقة تضم آثارا يونانية، منها بئر ونقوش حجرية وشظايا من الفخار.

## أصل التسمية
من الممكن أن تكون بنيت في مواقع بلدة بركا اليونانية التي سماها الرومان بريكه.

## احتلال القرية

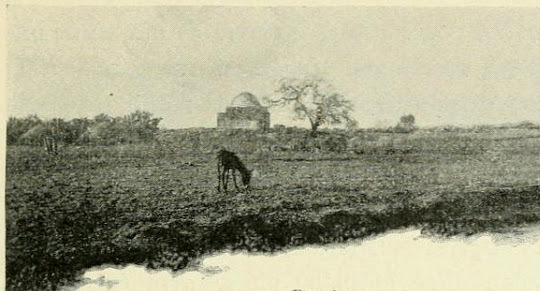
قرية برقة عام 1898

سقطت القرية بعد هجمات صهيونية بدأت في شهر آذار-مارس 1948 للسيطرة على أكبر قرى المنطقة وهي قرية بيت دراس حيث كانت القرى المجاورة تشارك في الدفاع عن بيت دراس ولكن وبسبب افتقار الفلسطينيين للمدفعية وللعربات المصفحة استطاع الصهاينة في أيار 1948 م احتلال قرية بيت دراس ومن ثم القرى المجاورة ومنها برقة بعد تنفيذهم لمذبحة في قرية بيت دراس مما أدى إلى فرار الكثير من سكان القرى المجاورة ومنها برقة.

## قرية برقة في الوقت الحاضر
لا يزال منزلان من منازلها في الموقع. ويستخدم الأول مخزناً وهو مبني بالأسمنت وله رواق مسقوفة على جانبيه. أما الآخر وهو منزل حجري ذو أبواب مستطيلة ونوافذ وسقف مسطح فيبرز مهجوراً وسط النباتات البرية. والموقع مغطى بالأعشاب التي يتداخل فيها نبات الصبار وأشجار الكينا والنخيل. ويزرع الإسرائيليون الأراضي المحيطة بالموقع.
لا مستعمرات إسرائيلية على أراضي القرية لكن مستعمرة غان يفنه، التي أنشئت في سنة 1931, تقع قرب موقع القرية إلى الشمال منه.أما مستعمرة شتولم والتي بنيت في سنة 1950 فهي قريبة من القرية لكنها تقع على أراضي أسدود.

## وصلات خارجية
- برقة ترحب بكم